# کوپلیک
کوپلیک (به لاتین: Koplik) یک منطقه مسکونی در آلبانی است که در استان مالسی-ا-ماده واقع شده‌است.